# 加東市

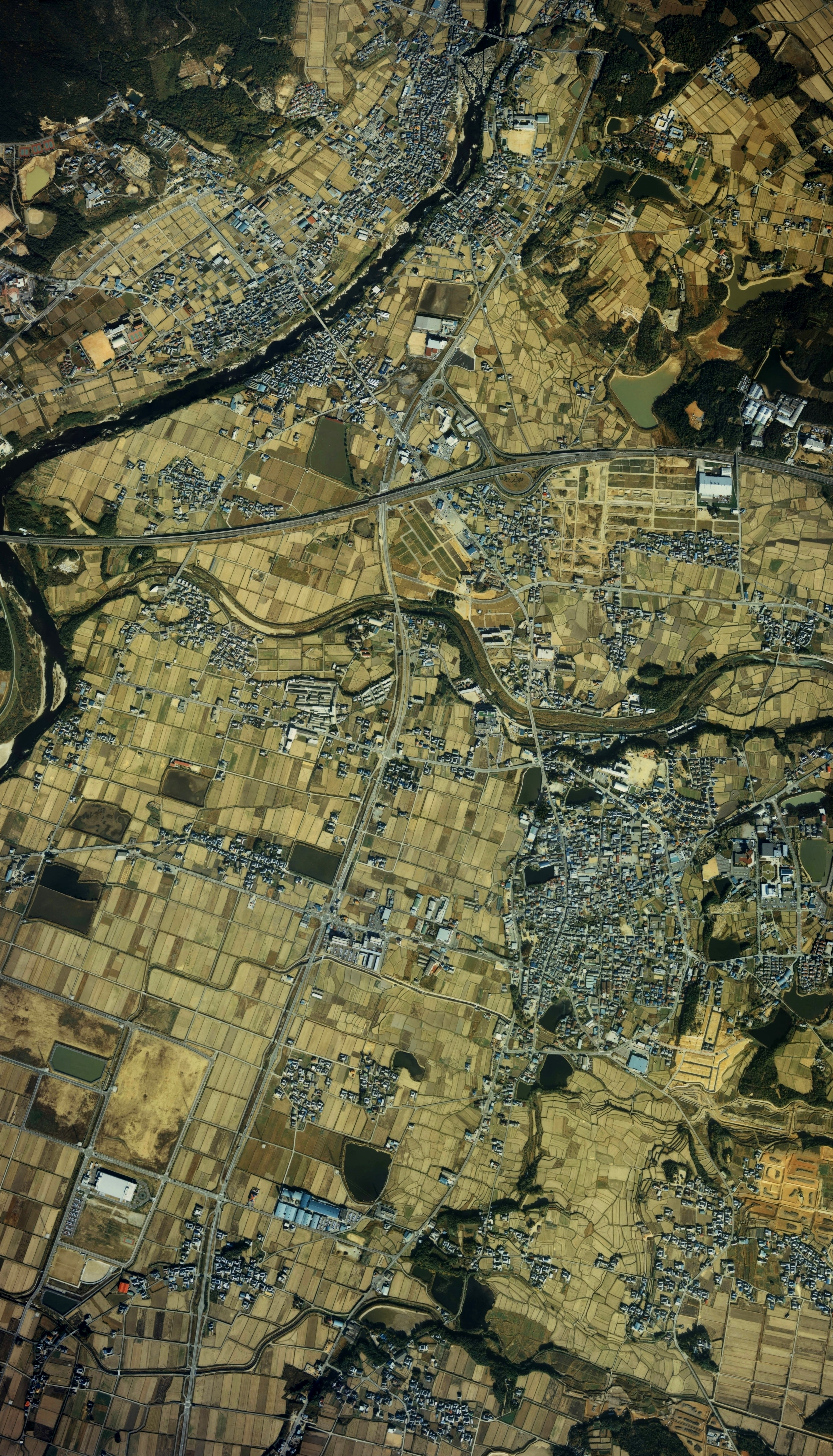
加東市中心部周辺の空中写真。画像上部が滝野地区、画像中央右側付近が市役所のある社町地区。1985年撮影。。

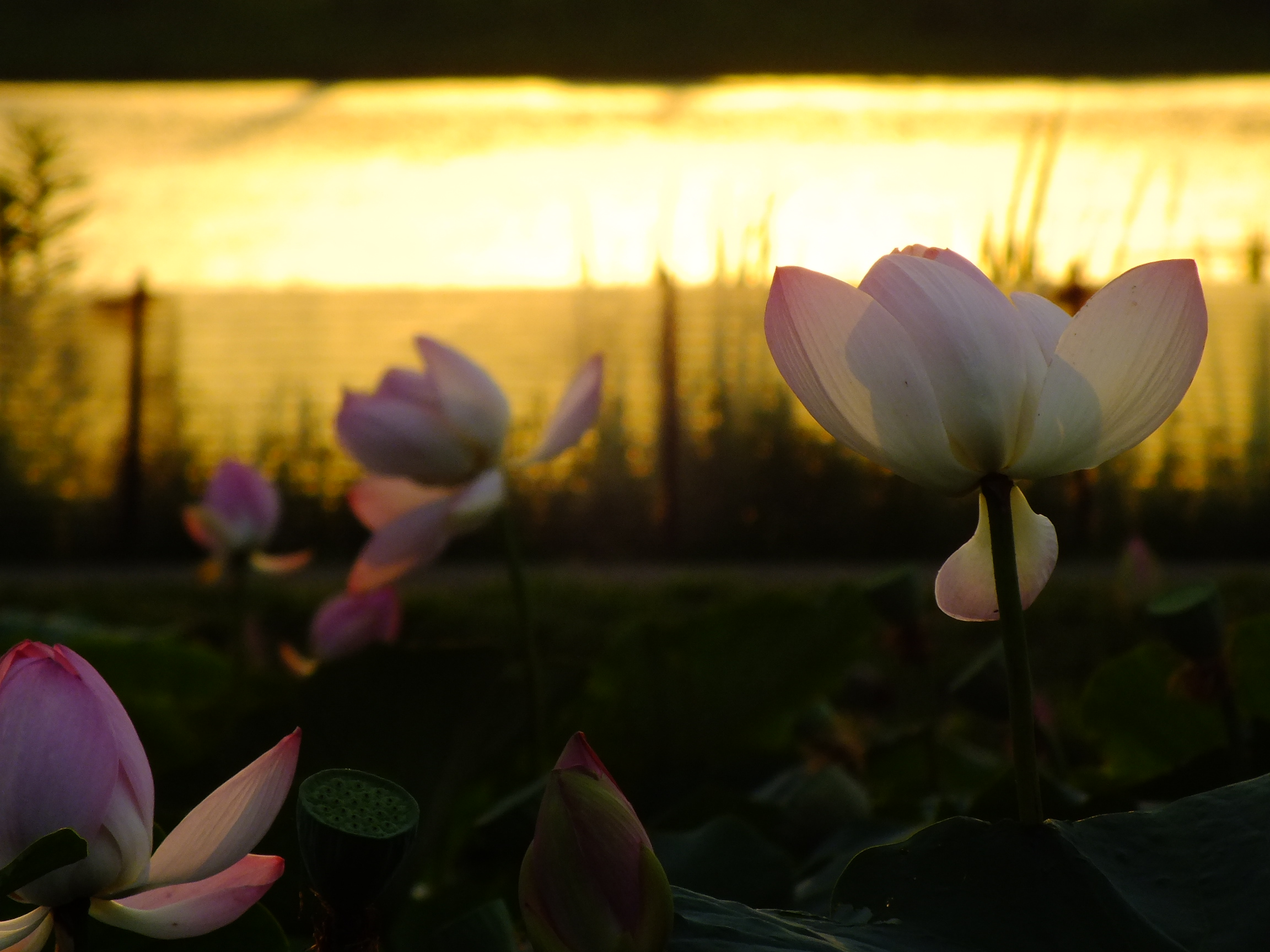
平池公園の大賀ハス

加東市（かとうし）は、兵庫県の播磨地方の東側に位置する市。兵庫県北播磨県民局に区分されている。

## 概要
人口39703人（男：19,615人　女：20,088人）、世帯数：17,384世帯（令和５年２月末日現在）の内陸都市であり、旧加東郡の社町、滝野町、東条町が2006年3月20日に合併して発足した。これを以って加東郡は消滅した。紀元前76年（垂仁天皇23年）の創建の佐保神社は、北播磨有数の神社として知られ、旧社町は門前町として大きく発展した。

## 地理

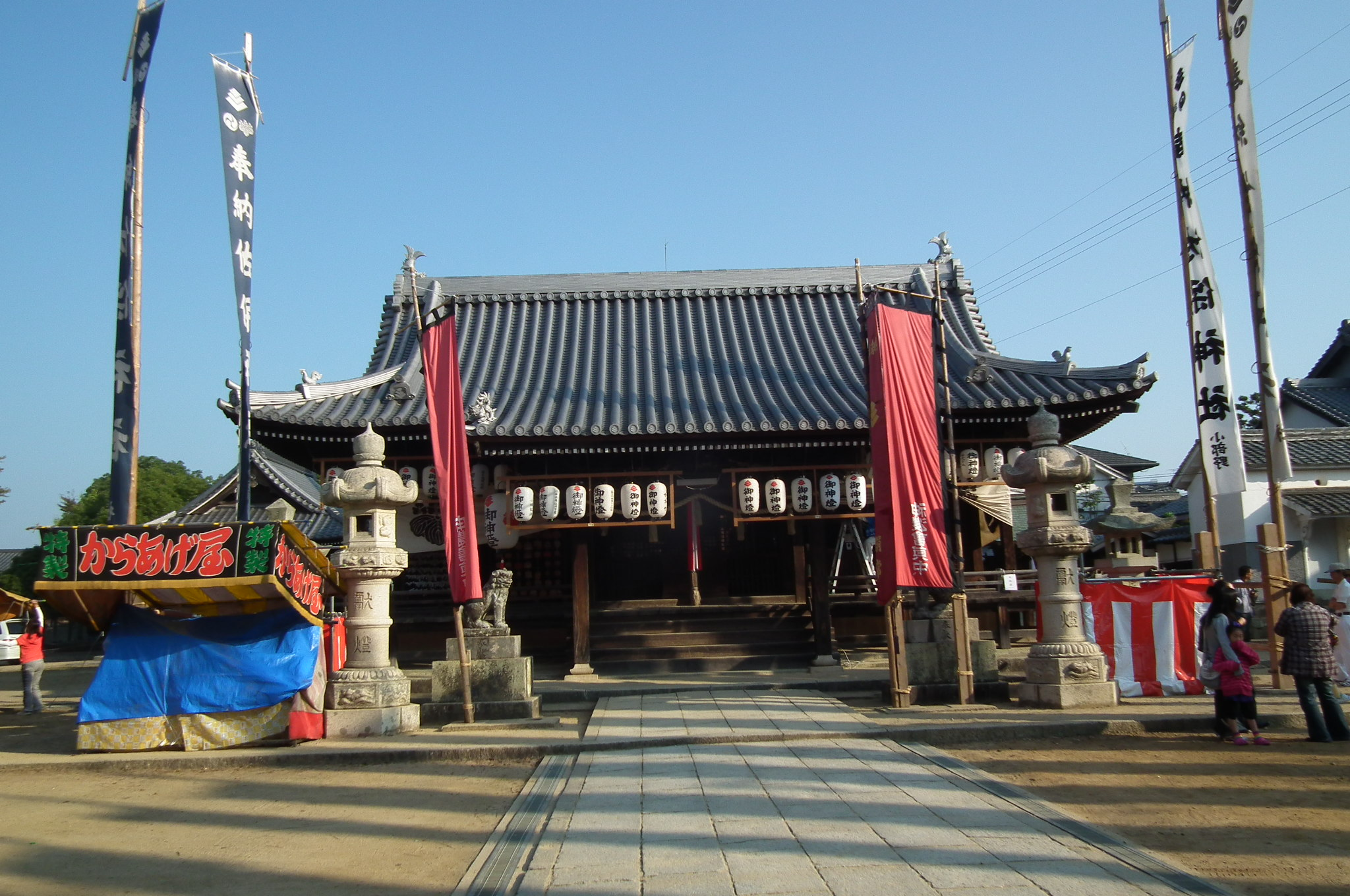
紀元前76年（垂仁天皇23年）の創建の佐保神社

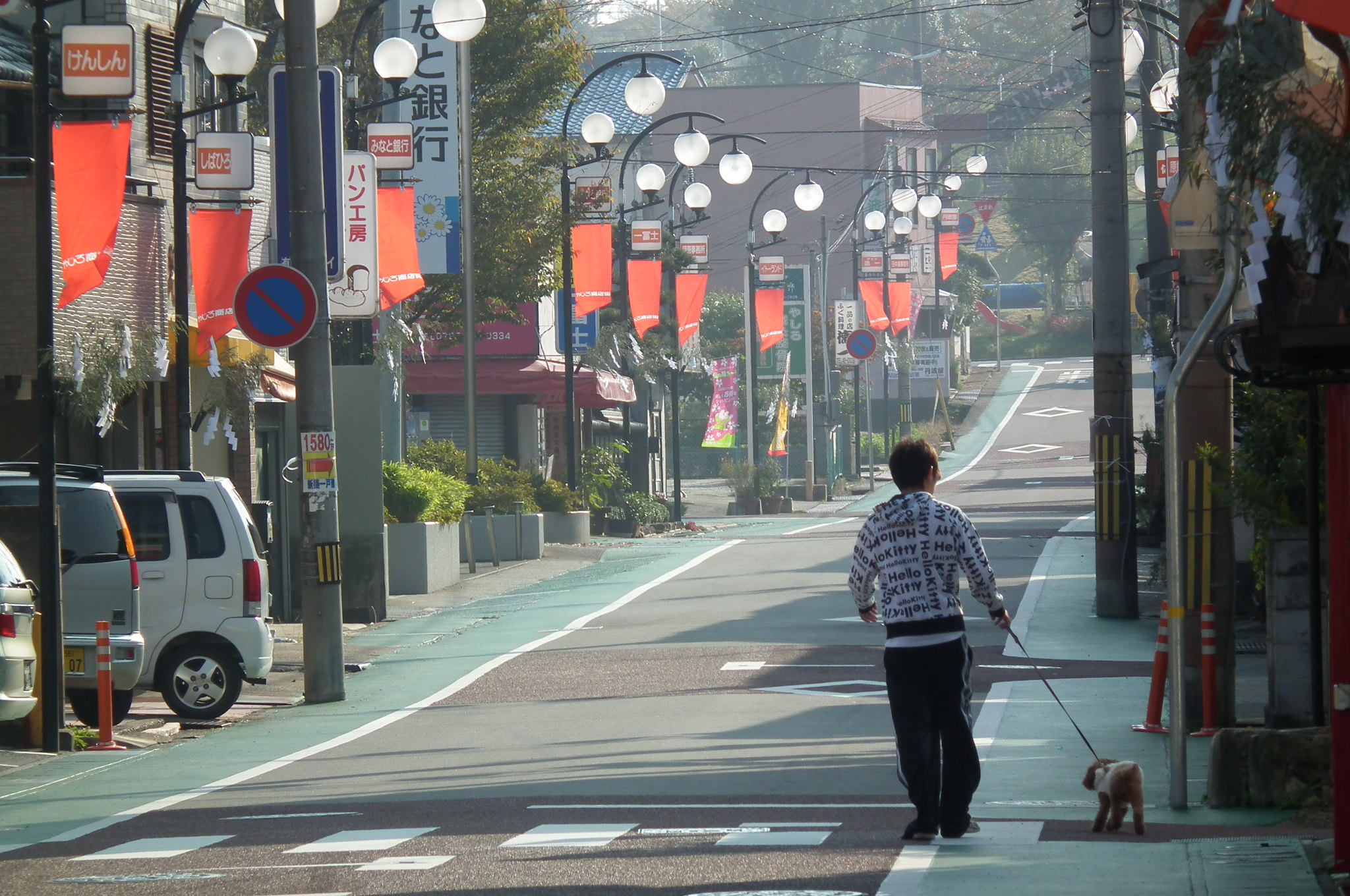
社の街の中心部のやしろ商店街

加東市は兵庫県の中央部やや南よりに位置し、隣接する自治体として東には丹波篠山市、三田市、南には小野市、三木市、西には加西市、北には西脇市がある。市の中央部を東西方向に中国自動車道が、市の西部を南北方向にJR加古川線、一級河川である加古川や日本標準時子午線が通る。

### 地形

#### 河川
- 加古川
- 東条川
- 千鳥川
- 三草川
- 下川
- 中谷川
- 出水川
- 吉馬川
- 大畑川

- 大谷川
- 森谷川
- 油谷川
- 牧野川
- 神山川
- 高倉川
- 鴨川
- 鹿野川[3][4][5]

#### 湖沼
- 安政池
- 鴨川ダム
- 昭和池
- 東条湖[6]

#### 山
- 秋津富士
- 愛宕山
- 加東神山（標高648m、市内最高峰）[7]
- 五峰山（扇山）
- 三草山(源平古戦場)[8]

### 気象
瀬戸内海式気候の為、1年を通じて温暖な気候である。しかし，瀬戸内海から約30km離れている内陸部であるため瀬戸内海側と比較すると気温は低い。また，晩秋から冬期にかけて霧が発生しやすい。旧滝野町に位置する扇山（通称五峰山）からは濃霧発生時に雲海が見られる。光明寺駐車場は雲海の穴場撮影スポットとして知られる。一方，台風や降雪による災害は比較的少ない。

## 人口
平成22年国勢調査より前回調査からの人口増減をみると、0.55％増の40,191人であり、増減率は県下41市町中9位、49行政区域中13位。小野市への通勤率は10.0%である（平成22年国勢調査）。

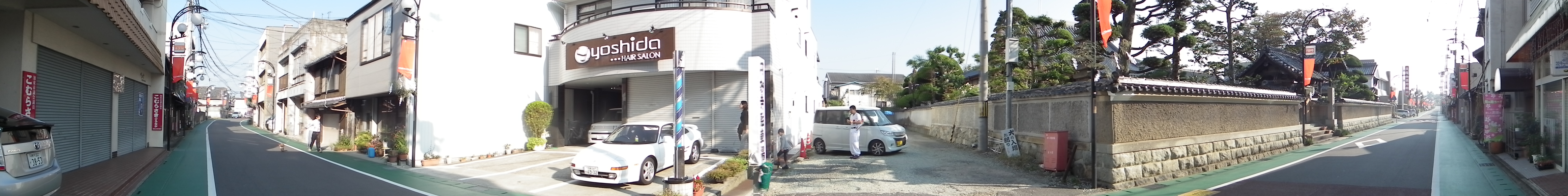
旧社町中心部

| |                                        |  |
| 加東市と全国の年齢別人口分布（2005年） | 加東市の年齢・男女別人口分布（2005年） |  |
| ■紫色 ― 加東市 ■緑色 ― 日本全国 | ■青色 ― 男性 ■赤色 ― 女性              |  |
| 加東市（に相当する地域）の人口の推移 \| 1970年（昭和45年） \| 32,149人 \| \| \| 1975年（昭和50年） \| 32,410人 \| \| \| 1980年（昭和55年） \| 34,275人 \| \| \| 1985年（昭和60年） \| 36,401人 \| \| \| 1990年（平成2年） \| 38,270人 \| \| \| 1995年（平成7年） \| 39,743人 \| \| \| 2000年（平成12年） \| 40,688人 \| \| \| 2005年（平成17年） \| 39,970人 \| \| \| 2010年（平成22年） \| 40,181人 \| \| \| 2015年（平成27年） \| 40,310人 \| \| \| 2020年（令和2年） \| 40,645人 \| \| |                                        |  |
| 総務省統計局 国勢調査より |                                        |  |
| 1970年（昭和45年） | 32,149人                               |  |
| 1975年（昭和50年） | 32,410人                               |  |
| 1980年（昭和55年） | 34,275人                               |  |
| 1985年（昭和60年） | 36,401人                               |  |
| 1990年（平成2年） | 38,270人                               |  |
| 1995年（平成7年） | 39,743人                               |  |
| 2000年（平成12年） | 40,688人                               |  |
| 2005年（平成17年） | 39,970人                               |  |
| 2010年（平成22年） | 40,181人                               |  |
| 2015年（平成27年） | 40,310人                               |  |
| 2020年（令和2年） | 40,645人                               |  |

## 歴史
- 2006年（平成18年）3月20日 - 加東郡社町・滝野町・東条町が合併して発足。市名は郡名に由来。同時に市旗・市章を制定[9][10]。
- 2008年（平成20年）3月31日 - 加東市応援歌「勇躍加東」と市民音頭「加東よしよし音頭」を制定。
- 2008年（平成20年）4月25日 - 市木・市花を制定[11]。
- 2013年（平成25年）6月6日 - 山田錦の特産品を推進する目的で「日本酒による乾杯を推進する条例」を制定[12]。
- 2014年（平成26年）11月27日 - 近畿では初めて手話言語条例が可決。施行は翌年4月[13]。

## 行政

### 歴代市長
| 代  | 氏名     | 就任日        | 退任日        |
| --- | -------- | ------------- | ------------- |
| 1   | 山本廣一 | 2006年4月30日 | 2010年4月29日 |
| 2-4 | 安田正義 | 2010年4月30日 | 2022年4月29日 |
| 5   | 岩根正   | 2022年4月30日 | 現職          |

### 市旗・市章

#### 市旗
- 地色が白色で、紋章が青海の緑色が指定されたものを2006年3月20日に制定される[10]。

#### 市章
- 三つの「K」を社町、滝野町、東条町の3町として表して、それらを図案化したものであり、2006年3月20日に制定される。色は緑色が指定されている[1]。

### シンボルなど
- 市花 - コスモス
  - 2008年4月25日に制定される[11]。
- 市木 - サクラ
  - 2008年4月25日に制定される[11]。
- マスコットキャラクター - 加東伝の助
- キャッチフレーズ - 山よし! 技よし! 文化よし! 夢がきらめく☆元気なまち 加東

### 衆議院
- 任期：2021年（令和3年）10月31日 - 2025年（令和7年）10月30日（「第49回衆議院議員総選挙」参照）

| 選挙区                                                                    | 議員名     | 党派名     | 当選回数 | 備考   |
| ------------------------------------------------------------------------- | ---------- | ---------- | -------- | ------ |
| 兵庫県第4区（加東市、神戸市西区、西脇市、三木市、小野市、加西市、多可町） | 藤井比早之 | 自由民主党 | 4        | 選挙区 |

## 出先機関

### 法務省
- 神戸地方法務局 社支局[14]

#### 検察庁
- 神戸地方検察庁 社支部
- 社区検察庁

### 財務省
- 国税庁社税務署

### 農林水産省
- 近畿農政局
  - 兵庫農政事務所 地域第四課（社庁舎）
  - 鴨川ダム管理分室

### 裁判所
- 神戸地方裁判所 社支部
- 神戸家庭裁判所 社支部
- 社簡易裁判所

### 兵庫県
- 兵庫県立農林水産技術総合センター 酒米試験地:全国唯一の酒米専門の研究機関[15]
- 北播磨県民局
  - 加東県税事務所
  - 加東健康福祉事務所
  - 加東農林振興事務所
  - 北播磨県民局加東土木事務所
- 兵庫県動物管理事務所
- 北播磨教育事務所分室
- 兵庫県立教育研修所
- 北播磨さわやか県民相談室
- ひょうごっ子悩み相談センター
- 兵庫県学校給食総合センター[16]

#### 警察
兵庫県警察
警察署

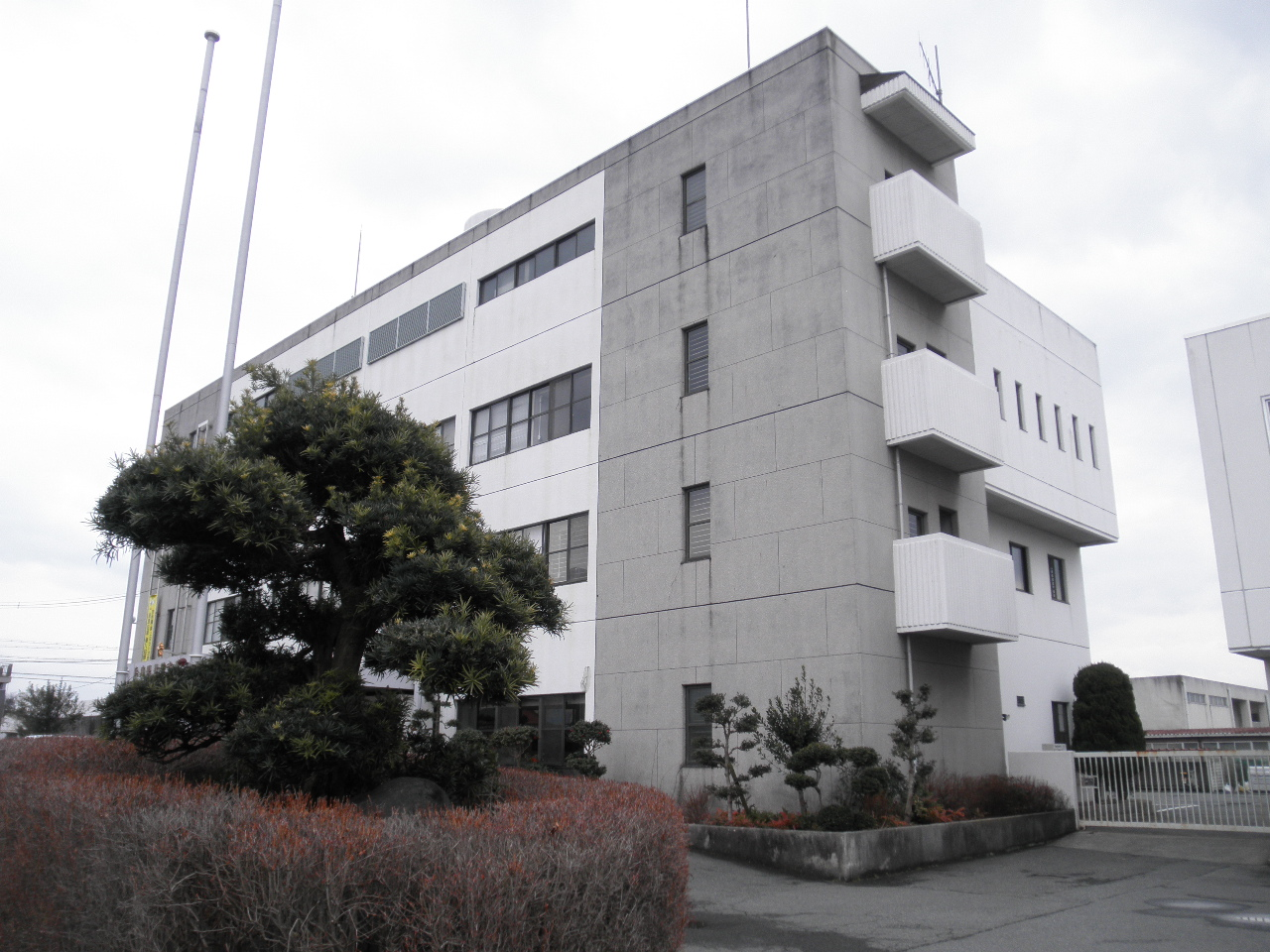
加東警察署

- 加東警察署（小野警察署新設に伴い、2015年11月2日に社警察署から改称）

交番（駐在所）
- 社交番
- 福田駐在所
- 三草駐在所
- 滝野交番
- 高岡駐在所
- 天神駐在所
- 秋津駐在所
- 吉井駐在所[17]

## 施設

### 役所
- 市役所：旧加東市役所社庁舎の隣接地に市役所庁舎が建設され、2014年2月24日から業務を開始した。

それ以前は、各旧3町の庁舎を合併後も分庁舎としてそれぞれ市役所社庁舎、滝野庁舎、東条庁舎として使用されていたが現庁舎への移転後、各庁舎機能は全て機能を移転した。
- 地域情報センター（加東ケーブルビジョン）
- 加東市学校給食センター[19]

### 図書館
- 加東市立図書館
  - 加東市中央図書館
  - 加東市滝野図書館
  - 加東市東条図書館

上記の他、旧社町の時代からやしろ国際学習塾の付帯施設として図書・情報センターが設置されていたが、2019年（平成31年）3月に廃止となっている。

### 主な文化施設
県立
- 兵庫県立嬉野台生涯教育センター

市立
- 加東市やしろ国際学習塾
- 加東市地域交流センター
- 加東市東条文化会館（コスミックホール）
- 加東市社コミュニティセンター
- 加東市さんあいセンター
- 加東市コミュニティセンター東条会館
- 加古川流域滝野歴史民俗資料館[19]

### 公園

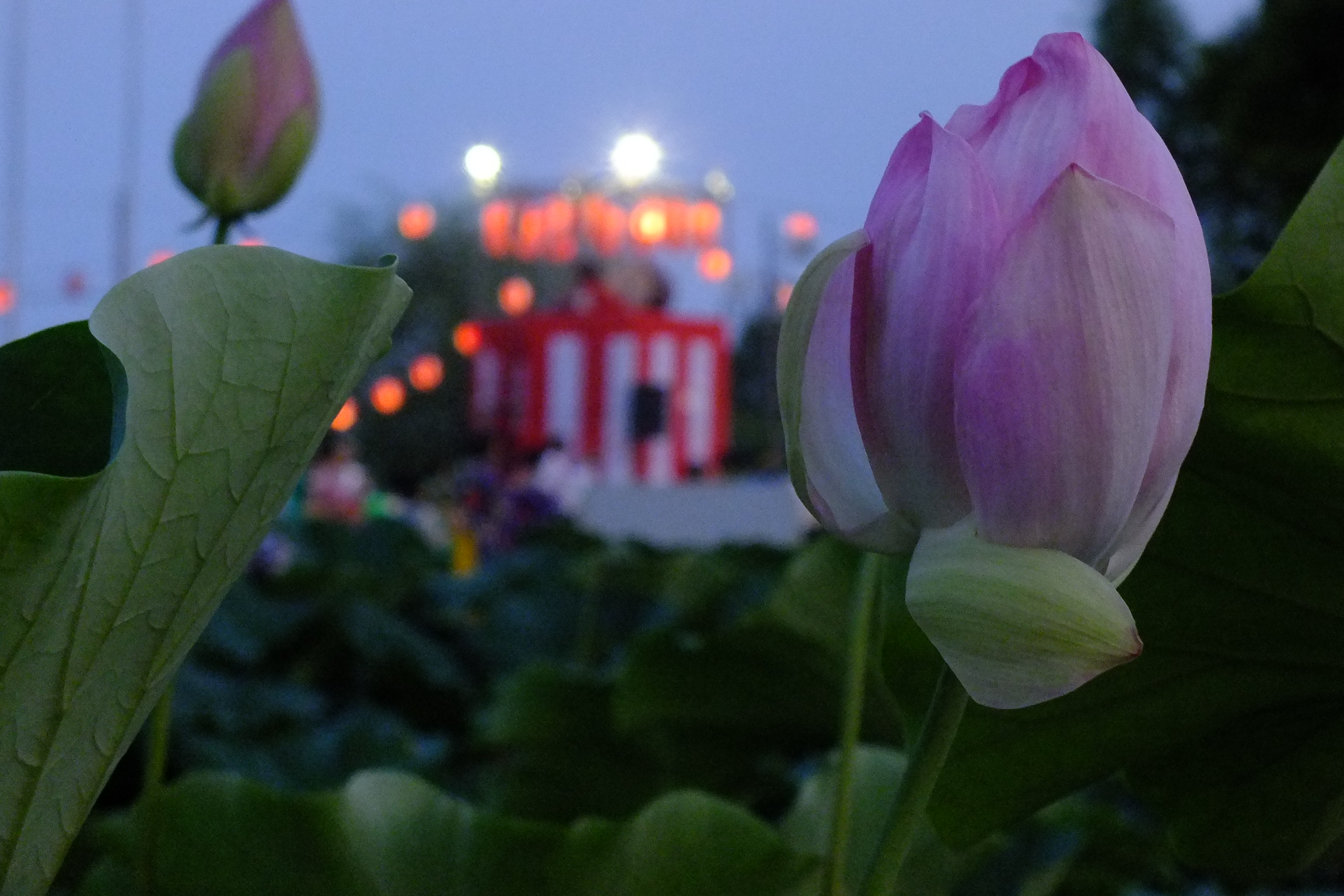
夏祭りの日の平池公園と大賀ハス。例年「平池公園夏のフェスティバル」が大賀ハスが満開になる7月中旬に開催される。

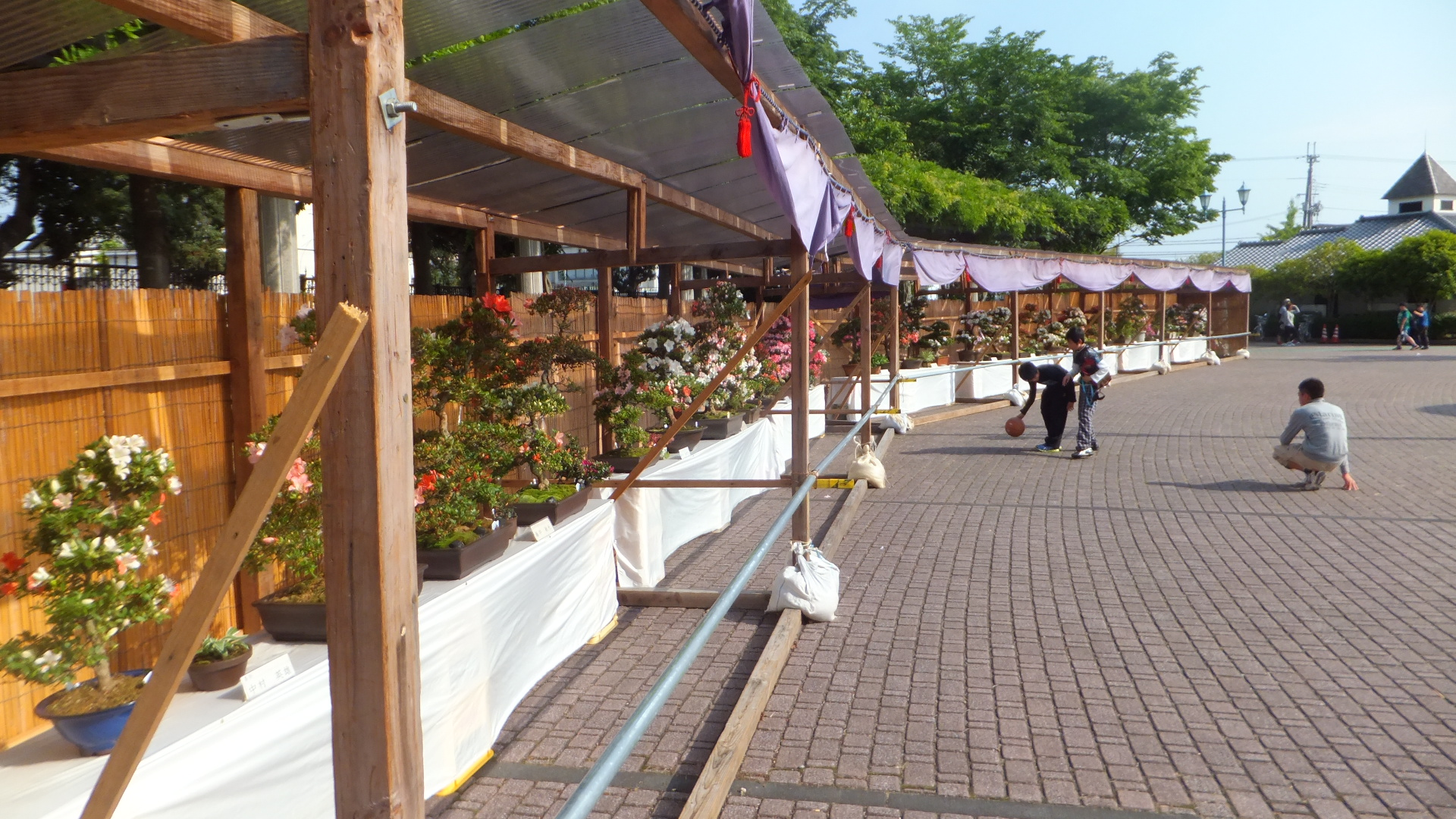
加東市花と緑のまつり（2014年5月24日）

県立
- 兵庫県立播磨中央公園
- やしろの森公園

市立
- 平池公園

### スポーツ・レジャー
- 加東市社第一体育館
- 加東市社武道館
- 加東市滝野体育センター
- 加東市滝野総合公園体育館（スカイピア）
- 加東市東条第一体育館
- 加東市東条第二体育館
- 加東市社第一グラウンド
- 加東市社第二グラウンド
- 加東市社第三グラウンド
- 加東市滝野総合公園多目的グラウンド
- 加東市グリーンヒル・スタジアム
- 加東市夕日ヶ丘公園パークゴルフ場
- 加東市東条グラウンド
- 加東市東条健康の森スポーツ広場
- 加東市東条野球場[19]

### 医療
- 加東市民病院

### 保健・福祉
- 加東市保健センター
- 加東市社福祉センター
- 発達サポートセンター「はぴあ」[19]

### 消防
- 北はりま消防組合
  - 消防指令センター
  - 加東消防署
  - 加東消防署 東条出張所[20]

### 環境衛生
- 北播衛生事務組合[21]

## 経済

### 名産・特産品
- 鮎もなか
- 鮎料理
- 鴨川清水(ミネラル水)
- 鯉のぼり：播州鯉
- 酒米「山田錦」[22]
- 滝野なす
- 地酒
- 釣り針「播州針」：国内生産量の約9割
- 伝の助うどん
- 白桃ジャム
- 播州織
- 播磨やしろ茶
- 三草茶うどん
- ひなこい布
- やしろの桃
- 山の芋[23][24]

### 金融
- JA兵庫信連滝野支店
- JAみのり
  - 本店
  - 滝野支店
  - 東条支店
  - 社支店
- 中兵庫信用金庫社支店
- 日新信用金庫
  - 滝野支店
  - 社支店
  - 天神支店
- みなと銀行社支店 - 指定金融機関[25]
- 姫路信用金庫加東支店
- 兵庫県信用組合社支店
- ゆうちょ銀行
  - 滝野河高郵便局
  - 滝野郵便局
  - 大門郵便局
  - 東条郵便局
  - 中東条郵便局
  - 社上久米郵便局
  - 社鴨川郵便局
  - 社郵便局
  - ゆうちょ銀行大阪支店　ファミリーマート加東貝原店内出張所
  - ゆうちょ銀行大阪支店　ファミリーマート加東木梨店内出張所
  - ゆうちょ銀行大阪支店　ファミリーマート滝野高岡店内出張所
  - ゆうちょ銀行大阪支店　やしろショッピングパークＢｉｏ内出張所[26]

### 加東市に本社を置く企業
- ABCゴルフクラブ
- ウインブルヤマグチ
- エヌピイ工業
- 神結酒造
- けやき
- ジャパン・イーエム・ソリューションズ[27]
- タツタ立井電線
- 東播商事
- 日本ピラー精密
- パナソニックエコテクノロジーセンター
- 藤井電工
- ヤシロコンポジット
- やしろ商業開発[28][29]

### 加東市に拠点を置く企業
- IDEC滝野事業所
- JMACS兵庫工場[30]
- ＬＩＸＩＬサンウエーブ製作所社工場
- YKK AP兵庫工場[31]
- アサヒペン兵庫工場
- トヨシマ兵庫工場[32]
- エースコック関西滝野工場・滝野研究室
- エスケー化研兵庫工場
- 王子コンテナー兵庫工場
- 関西電力送配電社配電営業所[33]

- きんでん社営業所[34]
- コマツカスタマーサポート滝野社営業所[35]
- 神姫バス社車庫・社案内所
- スリーボンドファインケミカル加東工場
- 積水ハウス兵庫工場
- 東海リース兵庫配送センター
- ドトールコーヒー関西工場
- トヨシマ社工場
- 凸版印刷滝野工場
- トッパンインフォメディア滝野工場

- 凸版物流滝野事業所・滝野物流センター[36]
- 日本臓器製薬生物活性科学研究所[37]
- パナソニックアプライアンス社加東工場
- 古林紙工滝野工場
- 三菱食品近畿RDC
- メディセオ西日本物流センター
- リコー電子デバイスやしろ工場[28][29]

### 商業

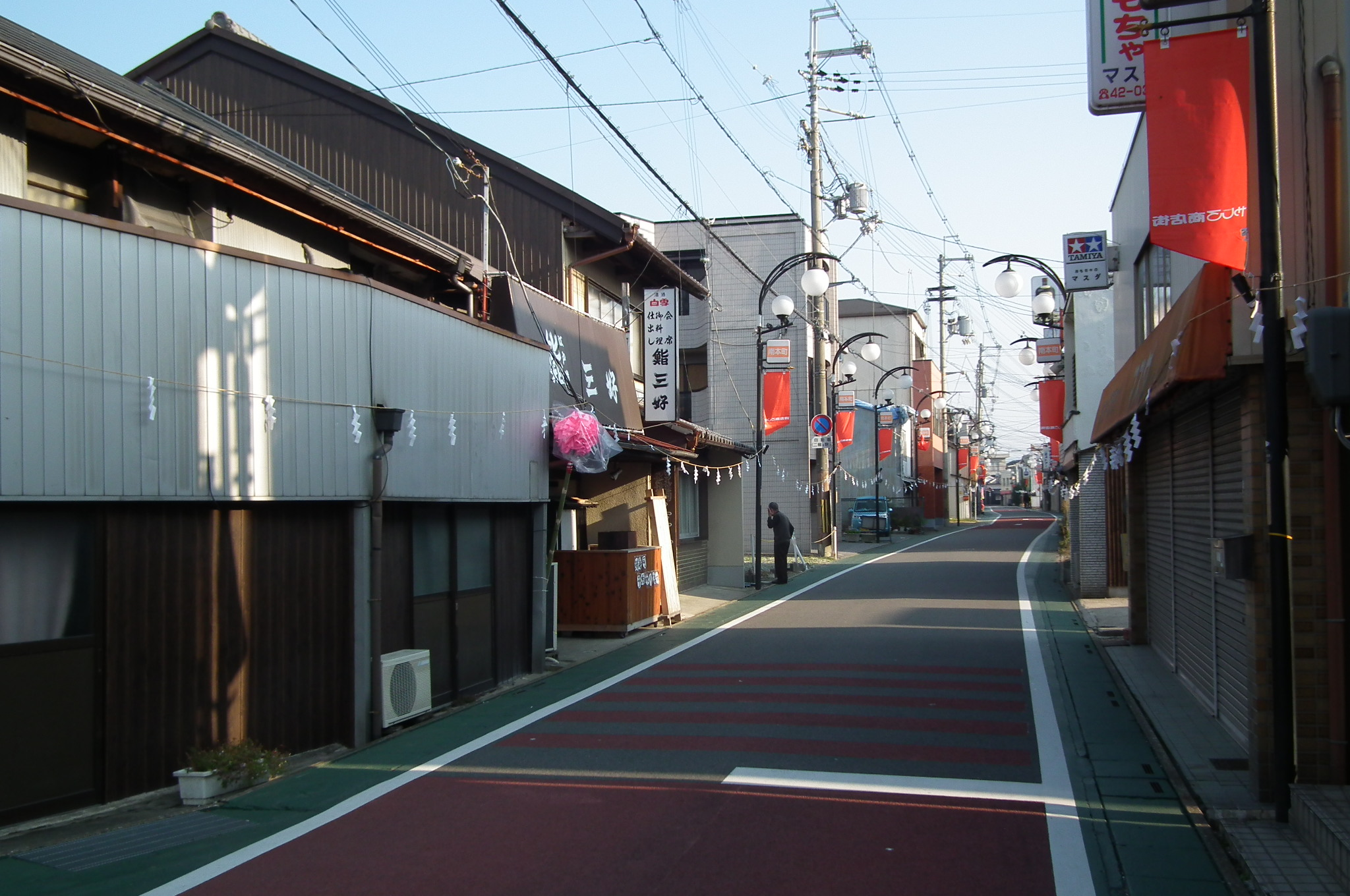
やしろ商店街

#### 商業施設
- やしろ商店街 - 旧社町で唯一のもっとも大きな商店街で、四方にアーチを持ち、物販、飲食店、菓子メーカー、その他製造・工事店、教室など専門店54店舗（2021年8月現在）が営業する。やしろ商店街のすべての店舗・名所などを網羅した「やしろぶらりお散歩マップ」が発行され、社商店連合会加盟店のほか市内金融機関や市役所などで配布されている[38]。
- Aコープ滝野店
- イオン社店
- やしろショッピングパークbio( イオン社店専門店街)
  - ダイソーやしろショッピングパークビオ店
  - 未来屋書店 社店
- ウエルシア
  - 加東上中店
  - 加東東条店[39]
- エディオン
  - 東条店
  - 社店
- キリン堂社店
- コーナンホームストック東条店
- しまむら社店
- ジャパン滝野店
- ジュンテンドー社店
- ジョーシン社店
- セリア社店[40]
- ダイソー社店
- ダイレックス加東店
- フレッシュバザール加東上中店
- ボンマルシェ社店
- マックスバリュ
  - 東条店
  - 社店
- ライフォート梶原店[41]

## 姉妹都市・提携都市

### 海外
- ワシントン州オリンピア市（アメリカ合衆国）
- カリフォルニア州ホリスター市（アメリカ合衆国）
- ワシントン州シェラン市（アメリカ合衆国）[42]

## 地域
- 社地区・滝野地区・東条地区に分かれる。

## 教育

### 大学
国立
- 兵庫教育大学

### 専門学校
公立
- 播磨内陸医務事業組合立播磨看護専門学校

### 高等学校
県立
- 兵庫県立社高等学校

私立
- 鹿島学園高等学校兵庫北はりまキャンパス[43]

### 義務教育学校
市立
- 加東市立東条学園小中学校

### 中学校
国立
- 兵庫教育大学附属中学校

市立
- 加東市立滝野中学校
- 加東市立社学園中学校

### 小学校
国立
- 兵庫教育大学附属小学校

市立
- 加東市立滝野東小学校
- 加東市立滝野南小学校
- 加東市立社学園小学校

### 特別支援学校
県立
- 兵庫県立のじぎく特別支援学校 わかあゆ分教室（肢）[44]

### 医療型児童発達支援センター
公立
- 北播磨こども発達支援センターわかあゆ園[21]

### 幼稚園
国立
- 兵庫教育大学附属幼稚園[21]

### 保育所
公立
- 鴨川保育園

私立
- 椿山保育園
- 秋津保育園
- さくら保育園
- みやま保育園（小野市中谷町）[21]

### 病児病後児保育施設
- 加東市病児病後児保育施設「かとっこ」(加東市民病院東隣)[45]

### 認定こども園
公立
- 加東市立加東みらいこども園
- 加東市立米田こども園

私立
- 泉こども園
- 東古瀬こども園
- 三草こども園
- 加茂こども園
- 河高こども園
- 東条こども園[21]

## メディア

### 新聞社
- 神戸新聞社 北播総局[47]

### 放送
- 加東ケーブルビジョン

## 交通

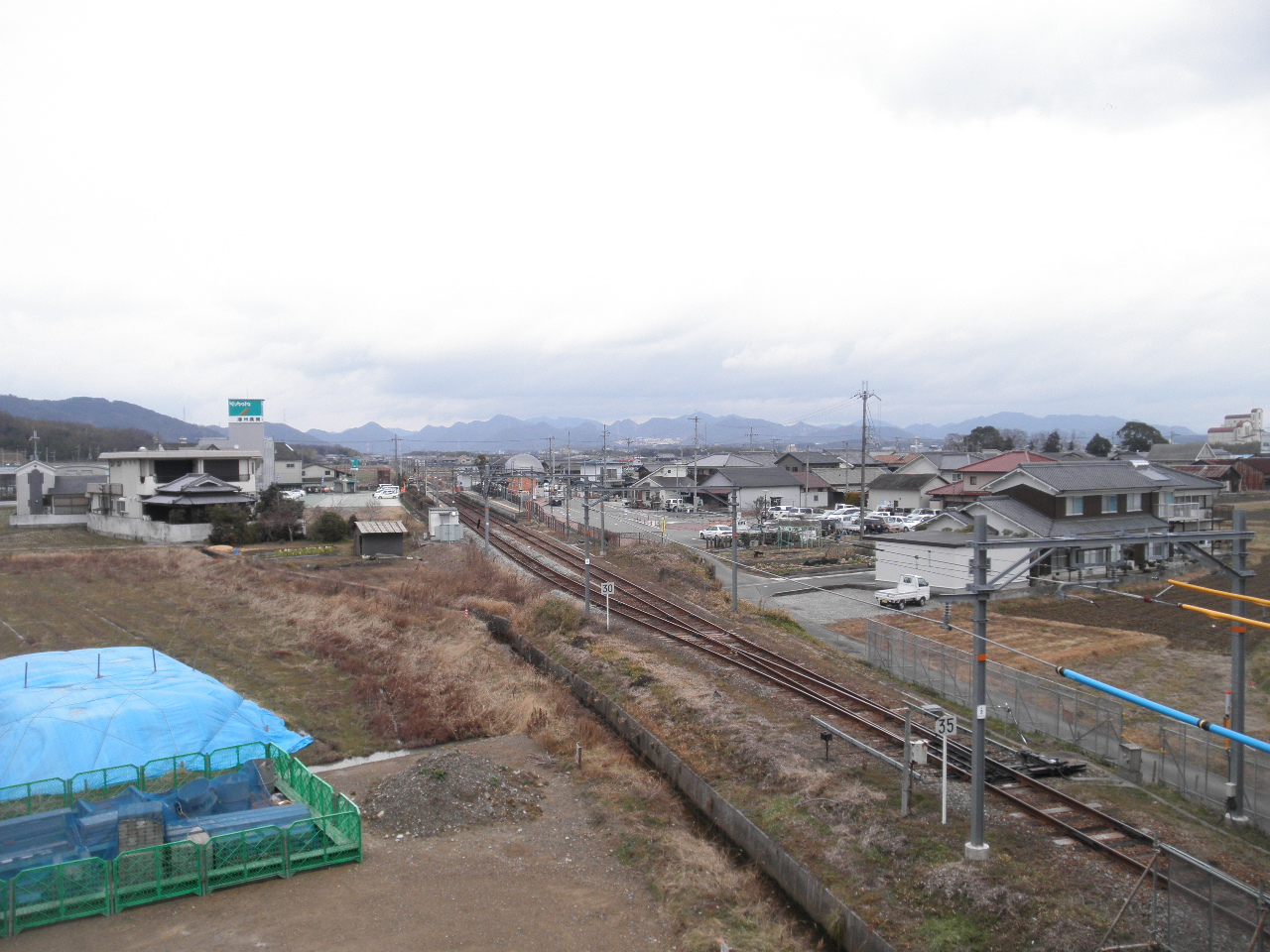
JR加古川線(社町駅付近)

### 鉄道路線
西日本旅客鉄道（JR西日本）
- 加古川線
  - 社町駅 - 滝野駅 - 滝駅
- 中心となる駅：社町駅

### バス路線
大阪・神戸いずれとも中国自動車道の高速バスで結ばれており、乗り換えなしで移動できる。所要時間は新大阪駅-滝野社インター間約67分、神戸三宮-滝野社インター間約57分 となっている。神戸方面へは御坂経由の西脇急行線もある。
一般路線
- 神姫バス
- 神姫グリーンバス

高速・特急・急行バス
加東市内で高速・特急・急行バスを利用できる停留所と路線
- ▲…上りは乗車のみ、下りは降車のみの扱い
- ▼…下りは乗車のみ、上りは降車のみの扱い
- ◆…双方向乗降可能
- ◇…双方向乗降可能（一部便は通過）
- ●…双方向乗降可能（社(車庫前) - 滝駅前間各停留所に停車）
- - …通過
- = …経路外

| 種別 | 路線                     | 始発                 | 東古瀬 | 南坊 | 社(車庫前) | 県総合庁舎前 | 高速東条 | 高速社 | 滝野社IC | 滝野農協前 | 滝駅前 | 終点             | 経由             |
| ---- | ------------------------ | -------------------- | ------ | ---- | ---------- | ------------ | -------- | ------ | -------- | ---------- | ------ | ---------------- | ---------------- |
| 特急 | 中国ハイウェイバス津山線 | 大阪駅・USJ          | =      | =    | =          | =            | ◆        | -      | -        | =          | =      | 津山駅           | 中国道           |
| 急行 | 中国ハイウェイバス津山線 | 大阪駅・USJ          | =      | =    | =          | =            | ◆        | ◆      | ◆        | =          | =      | 津山駅           | 中国道           |
| 急行 | 中国ハイウェイバス北条線 | 新大阪駅・大阪駅     | =      | =    | =          | =            | ◆        | ◆      | ◆        | =          | =      | アスティアかさい | 中国道           |
| 急行 | 中国ハイウェイバス西脇線 | 新大阪駅・大阪駅 USJ | =      | =    | =          | =            | ◆        | ◆      | ▲        | ▲          | -      | 西脇営業所       | 中国道           |
| 急行 | 中国ハイウェイバス社線   | 大阪駅               | =      | =    | ▲          | ▲            | ◆        | ◆      | ▲        | =          | =      | 社(車庫前)       | 中国道           |
| 高速 | 山崎 - 三ノ宮線          | 三ノ宮駅             | =      | =    | =          | =            | ▲        | ▲      | ▲        | =          | =      | 山崎             | 新神戸TN・中国道 |
| 急行 | 西脇急行線               | 三ノ宮駅             | ◆      | ◆    | ●          | =            | =        | =      | ◇        | ◆          | ●      | 西脇営業所       | 新神戸TN・御坂   |
| 特急 | 特急バス神戸線播但道経由 | 三ノ宮駅             | =      | =    | =          | =            | ▼        | -      | -        | =          | =      | 浜坂駅           | 新神戸TN・中国道 |

### 道路

#### 高速道路
- E2A 中国自動車道

（三木市）- (7-1)ひょうご東条IC - 東条BS - 社PA - (8)滝野社IC - （加西市）

#### 国道
- 国道175号社バイパス（国道427号重複）
- 国道372号
  - 野村河高バイパス
  - 社バイパス

#### 都道府県道
- 兵庫県道17号西脇三田線
- 兵庫県道75号小野藍本線
- 兵庫県道85号神戸加東線
- 兵庫県道91号はりま東条インター線
- 兵庫県道144号西脇口吉川神戸線
- 兵庫県道145号下滝野市川線
- 兵庫県道203号滝野停車場線

- 兵庫県道204号社町停車場線
- 兵庫県道311号上鴨川木津線
- 兵庫県道313号平木南山線
- 兵庫県道315号下相野森線
- 兵庫県道316号広野永福線
- 兵庫県道349号市場多井田線
- 兵庫県道350号松尾青野ヶ原停車場線

- 兵庫県道351号大門小田線
- 兵庫県道353号大畑小野線
- 兵庫県道370号野上河高線
- 兵庫県道564号厚利社線
- 兵庫県道567号東古瀬穂積線

### 道の駅
- とうじょう

### その他
加東市の車のナンバープレートは「神戸」ナンバー（神戸運輸監理部兵庫陸運部魚崎庁舎管轄）が交付される。

## ニュータウン

### ひょうご東条ニュータウン インターパーク「南山の里」
市の東端、三木市に近接した丘陵地を開拓造成した、住宅地と工業団地を一体化した複合機能都市である。

#### 概要
インターパーク南山の里として、中国自動車道 ひょうご東条インターチェンジ周辺に、計画人口約3,500人、計画戸数約1,000戸で開発され1996年1月分譲開始した。地域の北側は居住エリアとして住宅街となっており、南側は産業用地として企業施設が立地している。

#### 施設
- 道の駅とうじょう
- ゆめのくに公園、
- 星の里公園

#### 小・中学校の校区
市立小・中学校に通う場合、校区は以下の通り。地域内に小学校用地は確保されているが、2014年現在設置の予定はない。
| 大字 | 丁目   | 番地 | 小学校                     | 中学校                     |
| ---- | ------ | ---- | -------------------------- | -------------------------- |
| 南山 | 一丁目 | 全域 | 加東市立東条学園小中学校   | 加東市立東条学園小中学校   |
| 南山 | 二丁目 | 全域 | 加東市立東条学園小中学校   | 加東市立東条学園小中学校   |
| 南山 | 三丁目 | 全域 | 加東市立東条学園小中学校   | 加東市立東条学園小中学校   |
| 南山 | 四丁目 | 全域 | 加東市立東条学園小中学校   | 加東市立東条学園小中学校   |
| 南山 | 五丁目 | 全域 | 加東市立東条学園小中学校   | 加東市立東条学園小中学校   |
| 南山 | 六丁目 | 全域 | 工業地域のため住人はいない | 工業地域のため住人はいない |

## 名所・旧跡・観光スポット

### 文化財

#### 国宝
- 朝光寺本堂[49]

#### 重要文化財（国指定）
- 朝光寺
  - 鐘楼
  - 木造千手観音立像（朝光寺　西本尊）
- 上鴨川住吉神社
  - 本殿
- 清水寺 - 西国三十三所第25番札所
  - 大刀3口（騒速）
  - 大字法華経 巻第五
- 遍照院
  - 銅造如来坐像
- 若宮八幡宮本殿

#### 重要無形民俗文化財（国指定）
- 上鴨川住吉神社神事舞

#### 国の登録有形文化財
- 光明寺 - 播磨西国三十三箇所第18番および新西国三十三箇所第28番、塔頭に遍照院、花蔵院、大慈院、多聞院。
  - 本堂
- 清水寺
  - 清水寺客殿
  - 清水寺根本中堂
  - 清水寺鐘楼
  - 清水寺大講堂
  - 清水寺本坊
- 慈眼寺持宝院 -慈眼寺持宝院大師堂
- 阿江ハンカチーフ
  - 阿江ハンカチーフ旧寄宿舎
  - 阿江ハンカチーフ旧工場
  - 阿江ハンカチーフ旧食堂
  - 阿江ハンカチーフ旧製品倉庫
  - 阿江ハンカチーフ検反場一
  - 阿江ハンカチーフ検反
- 阿江家
  - 住宅内蔵
  - 阿江家住宅主屋北西棟
  - 阿江家住宅主屋南・東棟

### 名所

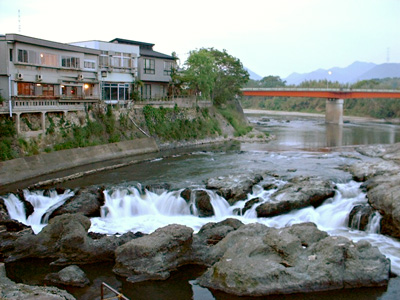
闘竜灘

- 安国寺
- 闘竜灘
- 禅瀧寺 - 播磨八薬師霊場 第六番札所

### 旧跡
- 三草山 - 三草山の戦いの戦場。三草山城址碑と三草山神社がある。
- 光明寺城
- 加東市三草藩武家屋敷旧尾崎家（ 加東市上三草1157番地）

### 博物館
- 加古川流域滝野歴史民俗資料館（加東市下滝野1369番地）[50]

### 観光スポット

#### テーマパーク
- 東条湖おもちゃ王国

#### 自然
清水東条湖立杭県立自然公園
- 清水寺（御嶽山）
- 東条湖
  - アクア東条（水族館）
  - 東条湖おもちゃ王国
  - モビレージ東条湖(オートキャンプ場)
  - 東条湖の釣り
- 上三草

レクリエーションの森（兵庫森林管理署）
- 五峰山風景林（中国自動車道滝野社ICから西へ車で約3.5kmに市営駐車場）
- 三草山自然観察教育林（中国自動車道滝野社ICから北東へ車で約8kmで登山道入口（昭和池下部））[51]

北播磨トレッキング
- 加東神山（648m、市内最高峰）
- 五峰山（扇山、258m）
- 三草山（423.9m）[8]

その他
- 昭和池 - 兵庫県内のため池で最大貯水量。
- 兵庫県立播磨中央公園
- 平池公園
- やしろの森公園
- 加東市やしろ鴨川の郷
- 千鳥川桜堤公園
- 秋津富士
- 丹波道[19]
- 道の駅とうじょう
- 加東市明治館
- 加東市滝野交流保養館（滝野温泉ぽかぽ）
- 滝野にぎわいプラザ
- 詩人坂本遼生家の詩碑
- 東福寺（木彫十一面観世音菩薩像：非公開）
- 曽根サイフォン（加東市松沢、東条川用水最大の地上送水管：内径94cm延長1087mのスチールパイプ）[52]

#### 温泉
- 滝野温泉ぽかぽ（加東市下滝野1283番地1）
- 東条温泉とどろき荘（加東市岡本1571番地1）[53]

### 加東遺産
- 安国寺と足利義教の首塚
- 上鴨川住吉神社と神事舞
- 観音寺と赤穂義士菩提所[54]
- 清水寺と巡礼
- 光明寺
- 佐保神社
- 朝光寺と鬼追踊
- 東条湖と秋津富士
- 闘竜灘と鮎漁
- 三草山と丹波道[55]

### 兵庫県版レッドリスト2011（地形・地質・自然景観・生態系）

#### 地形・地質・自然景観
- 加古川の甌穴（加東市大門 ）-加古川中流部の河床の甌穴群
- 闘竜灘-急流に形成された河床の甌穴群
- 加古川左岸の段丘群-加古川中流部沿岸の典型的な多段の段丘群（加東市・小野市）[56]

#### 地質
- 平木鉱山-ろう石
- 闘竜灘
- 東条湖周辺の岩石

#### 生態系
- やしろの森公園ならびに周辺のため池群
- 加東市東条町小沢のため池群

### 兵庫の近代歴史遺産150
- 光明寺（1925年建築）
- 慈眼寺（1917年建築）
- 清水寺（1917年建築）
- 闘竜灘（1873年掘割開削年）[57]

### 代表的な景観資源
- 鯉のぼり・ひな人形（北播磨独特の地場産業）
- 上鴨川住吉神社神事舞（神事舞として兵庫県下で初めて国の重要無形民俗文化財に指定）
- やしろ鴨川の郷（緑と水に囲まれた体験施設）
- 播州清水寺（霊験あらたかな霊峰）
- 三草山（源義経と平資盛が戦った「三草山の戦い」の舞台）
- メモリアルガーデン（地域を代表する都市景観）
- アンジュ・スリアン（加東市で誕生した新種のバラ）
- 加東市明治館（明治の趣を伝える建築）
- やしろステラパーク（彫刻作品が並ぶ中央公園）
- 佐保神社（北播磨地方随一の大社で行われる秋祭りの賑い）
- ホタル（初夏の風物詩）
- 観音寺（赤穂四十七士の供養墓碑）
- 千鳥川桜堤公園（両岸に咲き誇る枝垂れ桜の名所）
- 平池公園（ハスやスイレンに親しめる親水公園）
- 県立やしろの森公園（里山の自然が体験できる公園）
- 朝光寺（五穀豊穣、無病息災を祈る鬼追踊）
- 滝野温泉ぽかぽ（地下1,300メートルから湧き出す天然温泉）
- 闘竜灘、滝野舟座跡（加古川舟運上の最大の難所）
- 滝見橋（闘竜灘観賞の場）
- 神結酒造（100年以上の歴史を誇る酒造）
- 兵庫県立播磨中央公園（花とみどりと水を誇る自然豊かな公園）

- 加古川流域滝野歴史民俗資料館（地域の歴史と民俗を学ぶ場）
- 五峰山光明寺（播州平野を一望する山上の古刹）
- 河高コスモス（一面に広がる市花のコスモス）
- 河高住吉神社（県指定文化財の石鳥居）
- 春日神社（1400年の歴史を持つ古社）
- ふじいでんこうさいくるらんど（家族で遊べるサイクリングスポット）
- 夕日ヶ丘パークゴルフ場（北播磨最大級のパークゴルフ場）
- 安国寺（東条川を見下ろす足利家ゆかりの寺院）
- 東福寺（亥の子まつり 火渡り行）
- 坂本遼の詩碑（農の詩人の原風景を感じる）

- 黒谷若宮八幡宮（特徴的な建築様式の本殿）
- 東条川の桜並木（西日本最大級の桜堤）
- 水天宮（東条湖の景観スポット）
- 東条湖（奇勝景観を有する北播磨最大の水がめ）
- 秋津百石踊（秋津住吉神社の雨乞い踊り）
- 秋津富士（東条湖を一望する眺望ポイント）
- 秋津古墳群（秋津富士周辺に分布する古墳群）
- 禅瀧寺（境内に残る中近世の世界）
- ゆめのくにこうえん（子どもたちと作った自然の遊び場）
- 道の駅とうじょう（地域に親しまれた交流の拠点）
- アクア東条（みずうみの水族館）[58]

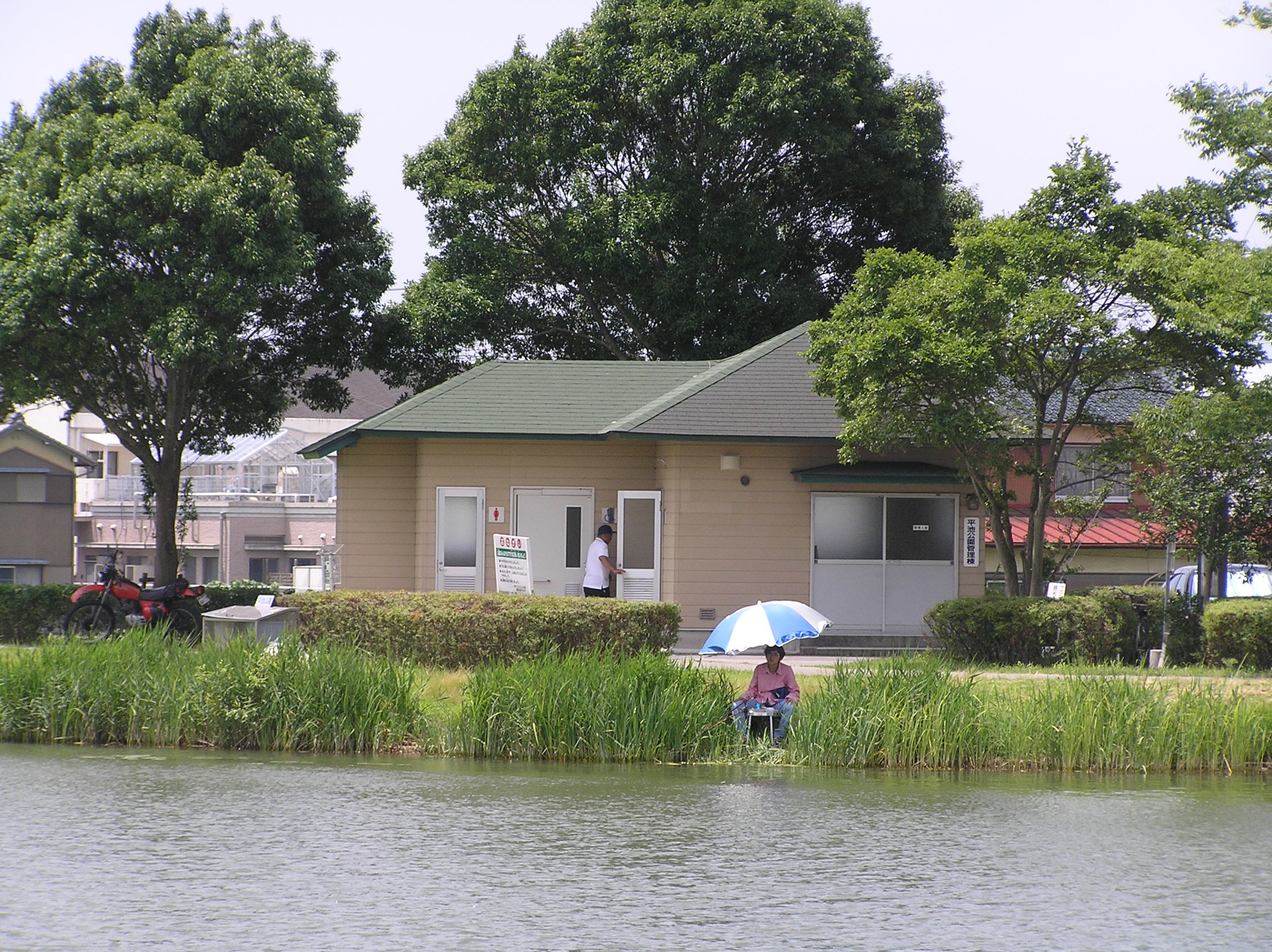
大賀ハスが見られる平池公園
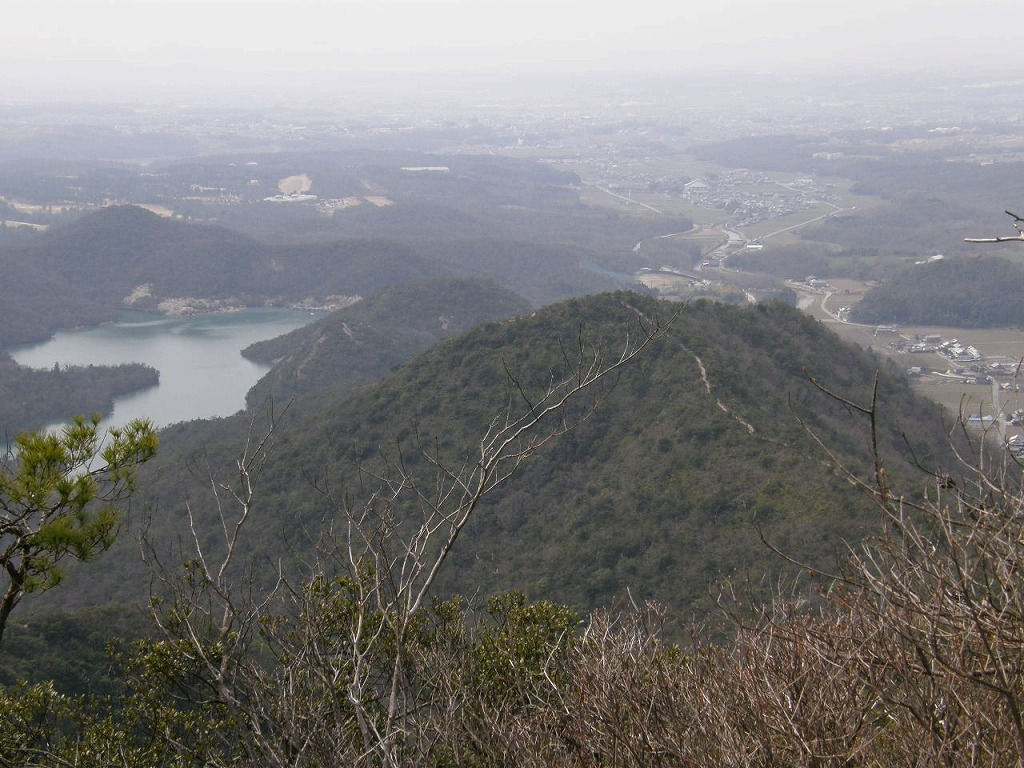
三草山から俯瞰する加東市（左の池は昭和池）
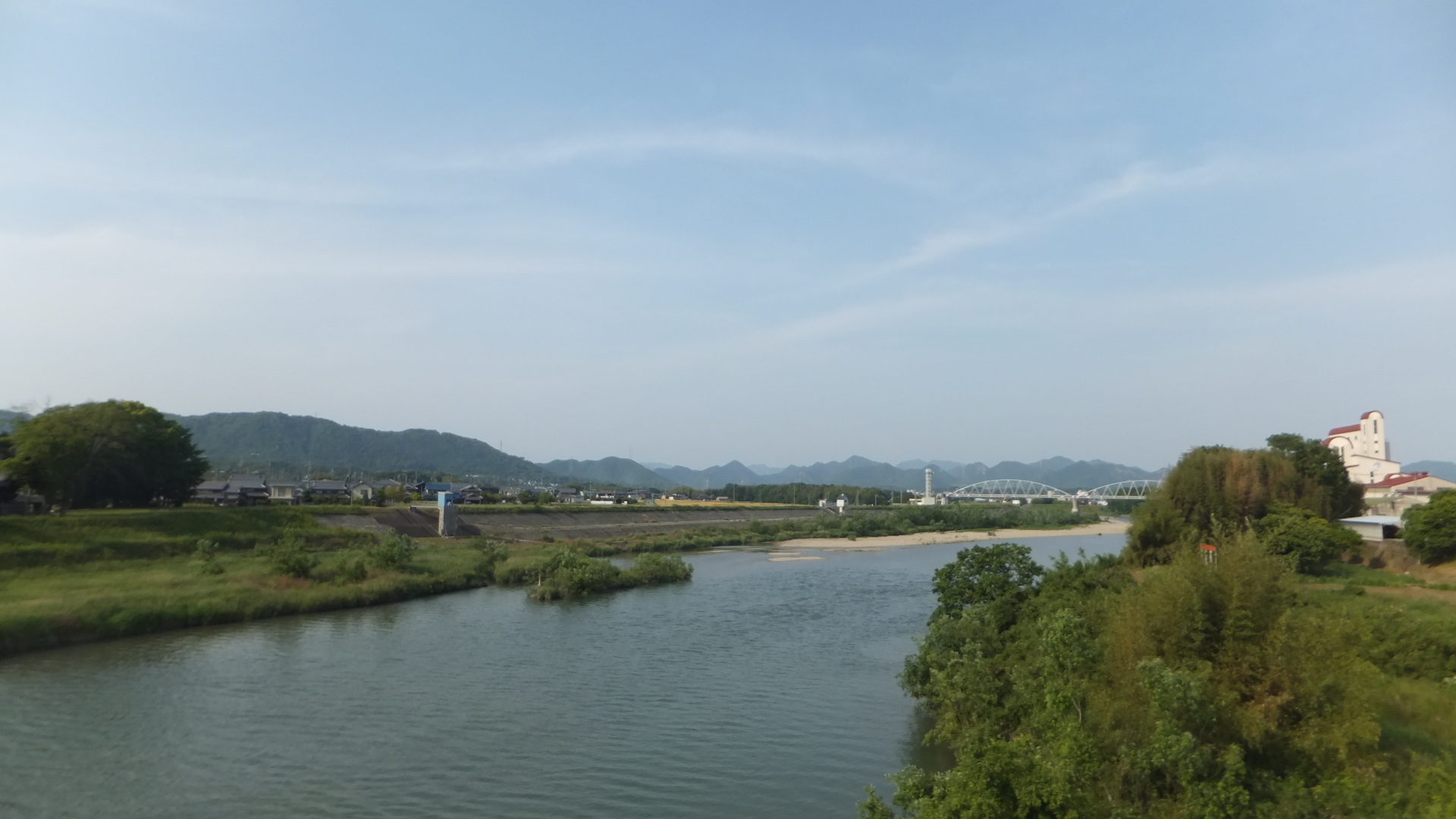
加古川 貝原で撮影
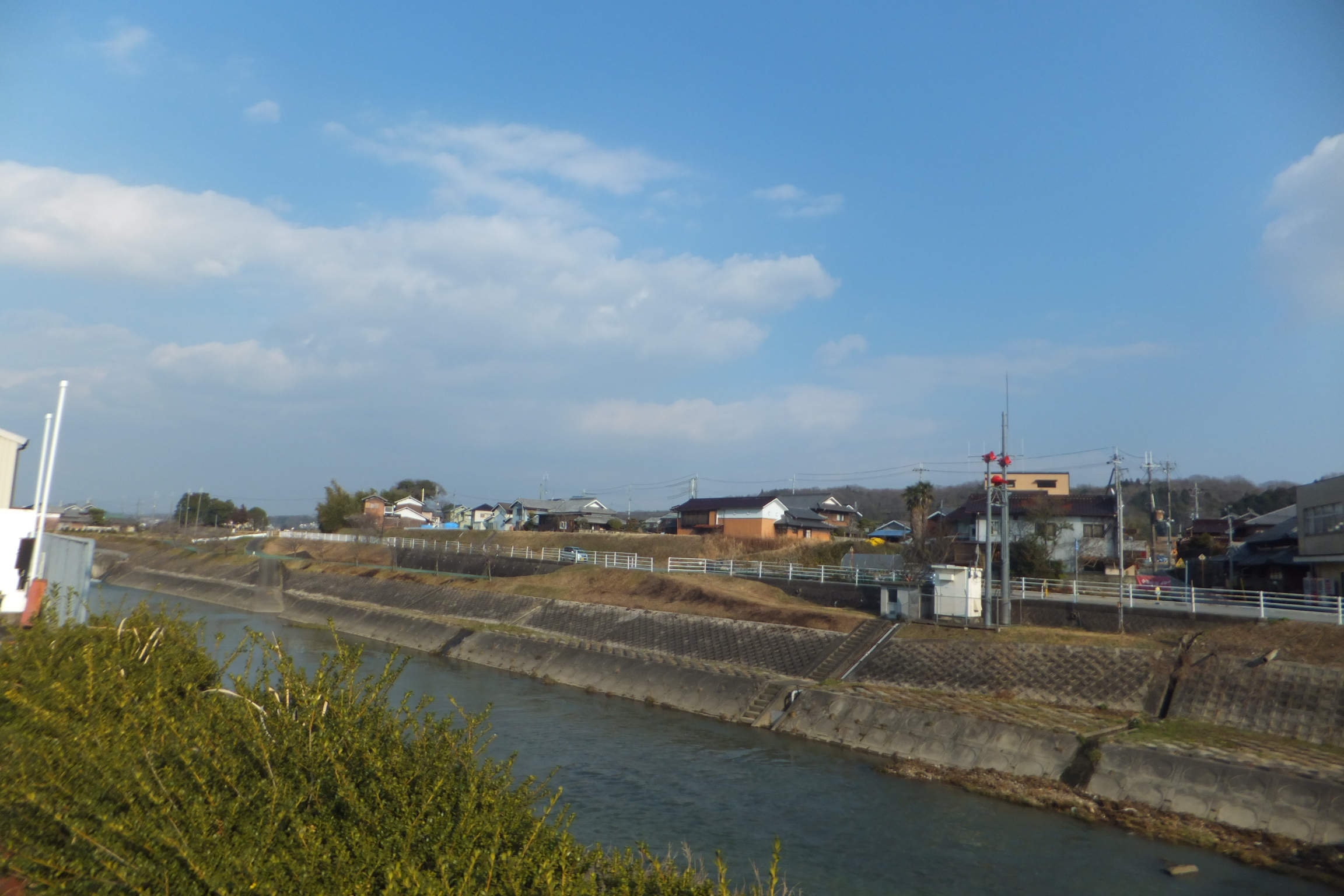
東条川 岡本で撮影

### 祭礼・行事
- 鴨川桜まつり（4月）
- 花まつり鮎まつり（5月）
- 加東市花火大会（8月）
- 加東市夏のおどり（8月）
- 日本木管コンクール（10月）
- 加東市秋のフェスティバル（10、11月頃）[23]
- 加東市赤穂義士祭(12月14日、観音寺)[54]

## 出身有名人

### 経済
- 高井利平（姫路の地主、資産家、万里銀行頭取、旧姓・臼井）

### 学術
- 村上代三郎（幕末の蘭方医、幕府講武所兵学師範）
- 吉村寿人（医学者、京都府立医科大学学長）

### 芸能
- 杉山康人（チューバ奏者）

### 文化
- 軒上泊（小説家）
- 三枝和子（小説家）
- 坂本遼（詩人）
- 三木翠山（日本画家）

### スポーツ
- 下山真二（元プロ野球選手）
- 角令央奈（競輪選手）
- 堤尚彦（高校野球指導者、野球ジンバブエ代表監督）
- 肘井竜蔵（元プロ野球選手・千葉ロッテマリーンズ）
- 山口衛里（陸上競技長距離走・マラソン元選手、現・陸上指導者）
- 蟬川泰果（プロゴルファー）

### その他
- 柴崎恵次（海軍中将、タラワの戦いの司令官）
- 藤川禎次（農業技術者、酒米山田錦を開発）

## 加東市が登場する作品

### 映画
- 『鋼の錬金術師』（ロケ地：兵庫県立播磨中央公園など）[59]
- 『火垂るの墓』（ロケ地：滝野工業団地）[60]

### テレビ
- 『サザエさん』(フジテレビ)（オープニング兵庫編：闘竜灘）[61]

### ドキュメンタリー
- 『新 兵庫史を歩く』(NHK神戸放送局) 第20回 新兵庫史を歩く　北播磨の御仏たち～加東市～ （2011年（平成23年）5月21日実施・6月17日放送、6月29日全国放送）[62]